# (1423) Jose
(1423) Jose ist ein Asteroid des Hauptgürtels, der am 28. August 1936 vom Astronomen Joseph Hunaerts in Ukkel entdeckt wurde.
Der Name des Asteroiden wurde im Andenken an die jung verstorbene Tochter Giuseppina des italienischen Astronomen Emilio Bianchi gewählt.